# Siegel Georgias
Das Siegel des US-Bundesstaats Georgia wurde im Jahr 1776 als offizielles Siegel übernommen.

## Beschreibung
Die Jahreszahl 1776 und das Wort Constitution (= Verfassung) finden sich auf dem Siegel wieder.
Dieses Siegel wird in leicht veränderter Form auf der Flagge Georgias wiedergegeben. Dort ist es umgeben von 13 Sternen, die für die 13 Gründungsstaaten der Vereinigten Staaten, einschließlich Georgias, stehen.

Flagge Georgias

Auf einem gewundenen Spruchband steht das Motto des Staates:
„Wisdom, Justice, Moderation“
Weisheit, Gerechtigkeit, Mäßigung
Der Bogen über den drei Säulen steht für die Verfassung, die drei Säulen selbst für die Legislative, die Exekutive und die Judikative. 